# 10320 Reiland
10320 Reiland è un asteroide della fascia principale. Scoperto nel 1990, presenta un'orbita caratterizzata da un semiasse maggiore pari a 2,2881490 UA e da un'eccentricità di 0,1335878, inclinata di 6,33805° rispetto all'eclittica.